# Juozas Olekas
Juozas Olekas (nascido em 30 de outubro de 1955) é um cirurgião e político lituano, ex-Ministro da Defesa Nacional, de 2006 a 2008. Em 1990 e de 2003 a 2004, ele também desempenhou funções como Ministro da Saúde. Em 2019 foi eleito para o Parlamento Europeu.